# Hans Schmidradner
Hans Schmidradner (ur. 26 lutego 1945) – austriacki piłkarz występujący na pozycji obrońcy.

## Kariera klubowa
Schmidradner karierę rozpoczynał w 1962 roku w Wackerze Wiedeń. W 1963 roku przeszedł do Austrii Wiedeń. W 1964 roku wywalczył z nią wicemistrzostwo Austrii. W 1966 roku przeszedł do First Vienna FC 1894, a po dwóch latach przeniósł się do zespołu Wiener SC. W jego barwach dwukrotnie został wicemistrzem Austrii (1969, 1970), a w 1969 roku wystąpił też w finale Pucharu Austrii.
W 1971 roku przeszedł do niemieckiego Kickers Offenbach z Regionalligi Süd. W 1972 roku awansował z klubem do Bundesligi. Zadebiutował w niej 16 września 1972 w zremisowanym 0:0 meczu z Werderem Brema. 9 lutego 1974 w wygranym 2:1 spotkaniu z Hannoverem 96 strzelił pierwszego gola w Bundeslidze. W Offenbach Schmidradner grał do końca sezonu 1975/1976.
Następnie występował w drugoligowym Würzburger FV, a także w austriackim drugoligowcu Linzer ASK. W 1978 roku zakończył karierę.

## Kariera reprezentacyjna
W reprezentacji Austrii Schmidradner zadebiutował 21 września 1969 w zremisowanym 1:1 towarzyskim meczu z RFN. 30 maja 1971 w wygranym 4:1 pojedynku eliminacji Mistrzostw Europy 1972 z Irlandią strzelił swojego jedynego gola w kadrze. W latach 1969–1974 w drużynie narodowej rozegrał 28 spotkań.